# Matthias Bode

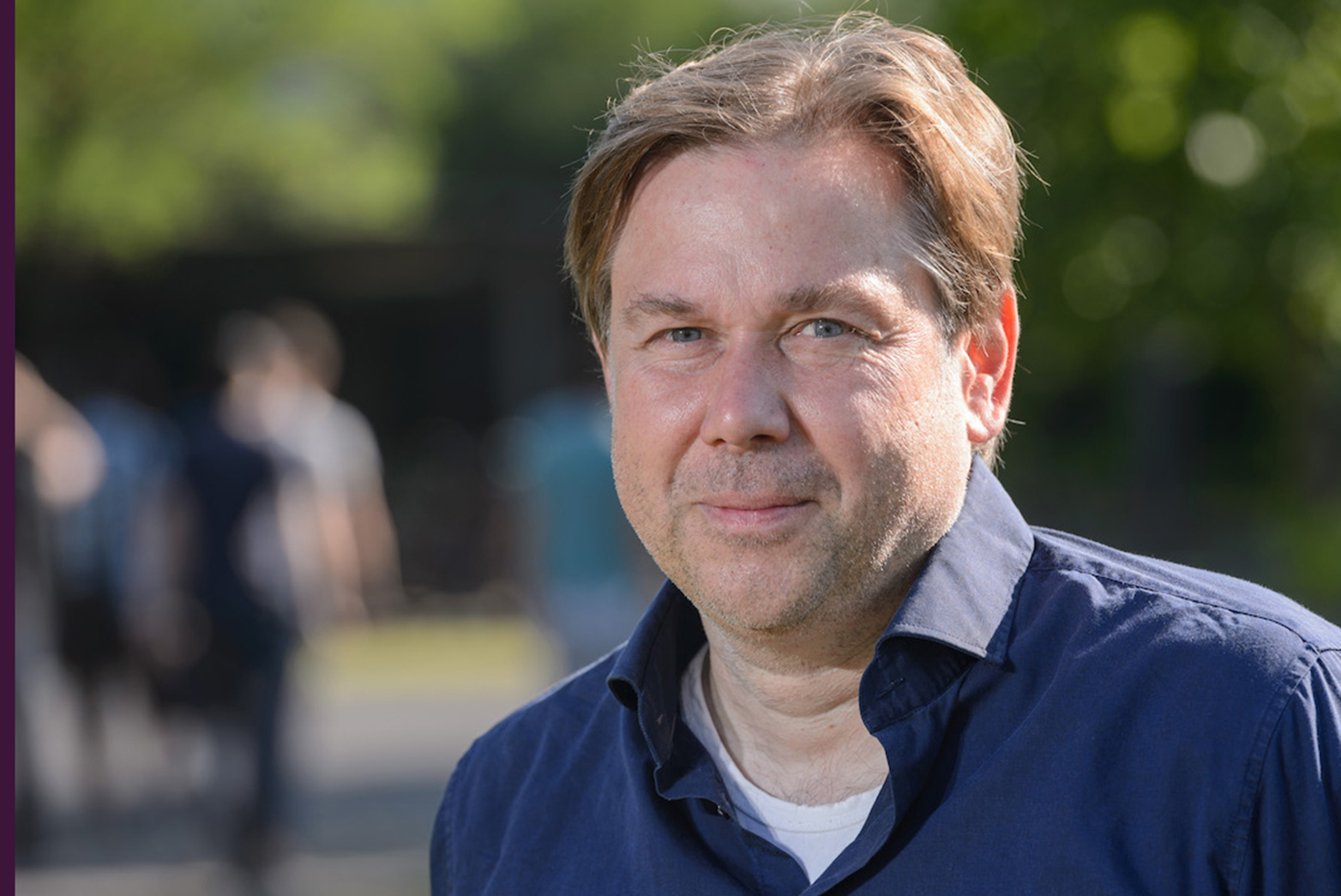
Porträtfoto von Matthias Bode (2017)

Matthias Bode (* 1967 in Alfeld (Leine)) ist ein deutscher Physiker.
Er studierte von 1987 bis 1993 Physik an der Technischen Universität in Braunschweig und der Freien Universität Berlin. Nach der 1992/1993 bei Jürgen Kirschner angefertigten Diplomarbeit zum Thema „Zwei–Elektronen Koinzidenz–Spektroskopie von Streuereignissen an der W(100)–Oberfläche“ wechselte er an die Universität Hamburg in die Arbeitsgruppe von Roland Wiesendanger, wo er 1996 seine Dissertation mit dem Titel “Strukturelle und lokale elektronische Eigenschaften ultradünner Eisenfilme auf W(110)” einreichte.
In den folgenden Jahren entwickelte er gemeinsam mit Roland Wiesendanger die Methode der spin-polarisierten Rastertunnelmikroskopie (siehe Weblinks), mit der ihnen die Abbildung magnetischer Oberflächen mit bis dahin unerreichter Auflösung gelang. Für diese Arbeiten wurden Bode und Wiesendanger mit dem Philip-Morris Forschungspreis 2003 ausgezeichnet. Im gleichen Jahr habilitierte Matthias Bode mit einem Übersichtsartikel im Journal Reports on Progress in Physics.
Anfang 2007 wechselte Bode als Gruppenleiter an das Center for Nanoscale Materials (CNM) am Argonne National Laboratory. Seit 2010 hat er eine W3-Professur am Lehrstuhl für Experimentelle Physik an der Universität Würzburg inne, wo er sich mit der Korrelation struktureller, elektronischer und magnetischer Eigenschaften von Nanomaterialien beschäftigt.
Der Würzburger Universitätsrat wählte ihn zum 1. April 2021 mit einer Amtszeit von drei Jahren zum Vizepräsidenten der Universität. In dieser Funktion ist er für das Ressort „Innovation und Wissenstransfer“ zuständig.

## Publikationen
- M Bode: Spin-polarized scanning tunnelling microscopy. In: Reports on Progress in Physics. 66. Jahrgang, 2003, S. 523, doi:10.1088/0034-4885/66/4/203.